# Otautau
Otautau est une petite localité de campagne de la partie sud de l’Île du Sud de la Nouvelle-Zélande.

## Situation
Elle est située à l’intérieur du coin ouest de la plaine du Southland (en) dans l’extrémité sud de l’Île du Sud sur les rives du fleuve Aparima .
Otautau est située approximativement à 40 km au nord-ouest de la ville d’Invercargill .
L’altitude moyenne de la ville d’Otautau est de 60 mètres.

## Population
Elle avait une population de 753 habitants lors du recensement de 2006  , .

## Histoire
Otautau fut fondée après la découverte de l’or dans la région de Central Otago en 1861 pour répondre aux besoins des voyageurs sur leur chemin vers le champ aurifère récemment découvert lors de la ruée vers l’or d'Otago .

## Activité économique
Elle présente une activité de fermes et de scieries pour l’exploitation de la forêt.
Otautau est aussi connue comme :“Le cœur de la partie Ouest du  Southland”.
Peu de temps après la fin de la Seconde Guerre mondiale, le New Zealand Forest Service (en) commença à opérer au niveau de 'Otautau'. 
La plantation d’ Espèces introduites débuta en 1949 et grossit rapidement à partir du milieu des années 1960: il en résulta du travail en abondance pour des saisonniers .

## Média local
Otautau était le siège du journal de l’Otautau Standard and Wallace County Chronicle de 1905 jusqu’à la fin de sa publication en 1946.
L’ Otautau Standard était un journal hebdomadaire, fondé par Frank Hyde. 
En 1906, Hyde vendit le journal à John Fisher.
La famille Fisher resta chargée de sa publication jusqu’à sa clôture .

## Mémorial de la guerre à Otautau
Le monument aux morts de la guerre de la ville d'Otautau est situé dans la rue principale, dite “Main Street”, d’Otautau.
Il fut inauguré par le Premier ministre William Massey en 1922 et contient les noms des soldats locaux, qui décédèrent pendant la Première Guerre mondiale et ensuite de la Seconde Guerre mondiale.
Deux affûts de canons provenant des forces de Turquie et d’Allemagne sont posés de chaque côté du mémorial.

## Festivals
- Le You 'n' Lamb Festival[9], est un évènement annuel organisé par le 'Otautau Lions Club'[10].

## Autres lectures
- Bye, K. 1988. Trial By Fire, Trial By Water. History of Otautau. Otautau [N.Z.] : Published by the Centennial Book Committee on behalf of the Otautau Community Council, c1988.  (ISBN 0-473-00649-9) (hbk.)
- The Cyclopedia of New Zealand.

- New Zealand Gazetteer